# Auguste Le Guennant
Auguste Le Guennant, né à Auray (Morbihan) le 10 janvier 1881 et mort à Paris le 17 mai 1972, est un organiste et compositeur français.

## Biographie
Ancien élève de la Schola Cantorum, où il eut comme professeurs Alexandre Guilmant pour l'orgue et Vincent d'Indy pour la composition, il tint pendant quelque temps le grand orgue de Notre-Dame de Clignancourt, et quitta Paris en 1905, pour devenir maître de chapelle à Notre-Dame de Bon-Port, aux Sables-d'Olonne, puis, en 1908, à la basilique Saint-Nicolas de Nantes. Il a fondé dans cette ville, en collaboration avec m. A. Mahot, le groupe mixte « A Cappella ».
L'Édition mutuelle de la Schola Cantorum a publié son Adagietto pour grand orgue, et un O Salutaris à quatre voix mixtes, et M. Biton a édité de lui un ouvrage d'accompagnement du chant grégorien.
En 1925, il arriva à l'Institut grégorien de Paris en tant que directeur et enseignant, en succédant au professeur du chant grégorien, dom Joseph Gajard de l'abbaye Saint-Pierre de Solesmes.  
Après la Seconde Guerre mondiale, il organisa de nombreuses sessions grégoriennes, non seulement dans l'Hexagone mais également à Fátima, et même à Rio de Janeiro. Étant encore enseignant auprès de l'Institut grégorien de Paris, ce pédagogie et musicien dynamisa considérablement l'enseignement du chant grégorien, en créant quelques centres d'études dans plusieurs pays. Il eut une grande influence sur le compositeur lyonnais Marcel Joseph Godard qui fut son élève.  
En 1953, il fut récompensé en tant que docteur honoris causa de l'Institut pontifical de musique sacrée à Rome.